# Chorlight
Chorlight (Eigenschreibweise: CHORLIGHT; auch: ChorLight) war ein deutscher Gospelchor aus Rudersberg. 

## Geschichte
Der Chor wurde 1986 vom norwegischen Musikproduzenten Egil Fossum als einer der ersten Gospelchöre Deutschlands gegründet. Unter seiner Leitung wurde Chorlight bundesweit bekannt. Neben Veröffentlichung eigener Alben folgten Engagements an diversen Konzeptprojekten für Musikproduzent Hans-Werner Scharnowski und Liedermacher Detlev Jöcker. Darüber hinaus beteiligte sich Chorlight 16 Jahre lang aktiv an der Organisation um Umsetzung des von Fossum initiierten Gospelfestivals GoGospel mit bis zu 1500 Teilnehmern. Nach fast dreißig Jahren der Chorleitung zog Fossum Ende 2012 zurück nach Norwegen. Bis 2014 leitete Damir Brajlovic den Chor, ab Mitte 2014 der Sänger, VocalCoach und Schauspieler B. Free. Der Chor wurde 2015 aufgelöst; im Juni 2019 wurde vom Amtsgericht Stuttgart das Registerblatt geschlossen. Der Verein ist somit gelöscht.
Der Chor setzte sich teilweise in Kooperation mit prominenten Sportlern wie Giovane Élber und Fredi Bobic mit Benefizkonzerten für Wohltätigkeitszwecke ein.

## Diskografie
- Zündstoff. (Pila Music, 1991)
- Hosianna, Vol. 1: Lasst uns singen. (Pila Music, 1992)
- Hosianna, Vol. 2: Kommt und feiert. (Pila Music, 1993)
- Gospel Celebration. (Pila Music, 1994)
- Gloria. Gospelmesse. (Kreuz Plus – Musik, 1999)
- Gospel Roots. Black Meets White. (Asaph Musik, 2000)
- Christmas Roots. (Asaph Musik, 2001)
- Essential Roots. (Compilation; Asaph Musik, 2002)

### Gastauftritt und Mitwirkung
- Jürgen Werth & Hans-Werner Scharnowski präsentieren: Noch einmal Kapernaum. (Felsenfest, 2004)
- Egil Fossum & Hans-Werner Scharnowski präsentieren: Unglaublich. Pro-Christ 2003. (Gerth Medien & Hänssler Music, 2003)
- Egil Fossum & Hans-Werner Scharnowski präsentieren: Zweifeln, staunen. Pro-Christ 2006. (Gerth Medien & Hänssler Music, 2006)
- Egil Fossum & Hans-Werner Scharnowski präsentieren: Lieder zum Staunen. Pro-Christ 2009. (Hänssler Music, 2009)
- Hans-Werner Scharnowski präsentiert: Andreas Malessa gesungen von... (Felsenfest, 2003)
- Detlev Jöcker: Meine Weihnachtszauberwelt. Mit neuen Liedern durch die Weihnachtszeit. (Menschenkinder, 2006)

### Sampler
- Feel It!. (Pila Music, 1994)
- Best Of Gospel Music. (Edel Records, 1995)
- Come, Follow Jesus. (Pila Music, 1996)
- Top Hits 2001. (Pila Music, 2001)
- Gospel Collection. (Hänssler Music, 2001)